# Paio Ramires
Paio Ramires (1090 -?) foi um rico-homem e cavaleiro medieval português.
Foi Mestre Provincial do Templo em Portugal e cavaleiro nobre do Condado Portucalense, deu apoio a D. Afonso Henriques na rebelião deste contra a sua mãe, D. Teresa, Infanta de Leão, em 1128. Recebeu deste rei em 1132 o Couto de Cambeses, actual freguesia de Cambeses em Barcelos.
Mais tarde, em 1149, D. Paio Ramires faz a doação desta capela, a actual Igreja de Cambeses à Sé de Braga, doação que foi confirmada em 1188 por D. Sancho I.

## Relações familiares
Foi filho de Ramiro Aires (1060 -?) e de Teresa Pires (1065 -?), filha de Pedro Afonso Dorraes e de Gotinha Oeris. Foi casado por duas vezes, a primeira com Ouroana Martins, filha de Vicente Alves Cursitelo e de Maior Viegas de quem teve:
1. Vasco Pais (1115 -?) que foi alcaide-mor de Coimbra, casou com Ermezenda Martins (1130 -?).

O segundo casamento foi com Gontrade Soares, filha de Soeiro Pais Correia (1150 -?) e de Urraca Oeriz Guedeão(1170 -?) de quem teve:
1. D. Gualdim Pais (Amares, 1118 - Tomar, 1195) que foi Mestre Provincial do Templo em Portugal e que segundo os cronistas fez o Castelo de Tomar, o Castelo de Pombal e o Castelo de Almourol.
2. Gomes Pais de Piscos.
3. Sancha Pais casada com Paio Gomes Gabere.